# Parafia Ducha Świętego w Czarnym Lesie
Parafia Ducha Świętego w Czarnym Lesie – parafia rzymskokatolicka.

## Okoliczności powstania kościoła i parafii
Na obrzeżach parafii Bielszowice, Nowy Bytom i Wirek powstała kolonia Czarny Las - Pnioki, gdzie 1 października 1935 roku została ustanowiona lokalia, czyli samodzielna stacja duszpasterska. Biskup Stanisław Adamski mianował pierwszym kuratusem z prawami proboszcza ks. Henryka Ligonia. Bardzo duża odległość od kościoła w Nowym Bytomiu była jedną z przyczyn wynajęcia pomieszczeń jednego z budynków i zaadaptowanie ich na kaplicę i salkę katechetyczną przy ulicy Tołstoja (wcześniej Janasa). W 1936 roku zakupiono grunt pod kościół od Rudzkiego Gwarectwa Węglowego i Spółki Akcyjnej Godula za około 9 tysięcy złotych. W październiku 1936 roku został poświęcony cmentarz parafialny, a 11 lipca następnego roku na odpuście w Nowym Bytomiu poświęcony został kamień węgielny pod nowy kościół. Kamień pochodził z nieistniejącego już dziś kościoła na Zgodzie. 
Nowy kościół pw. Ducha Świętego został poświęcony przez biskupa Juliusza Bieńka 16 października 1938 roku. W 1939 zainstalowano na wieży kościelnej dzwony, które po trzech latach Niemcy, w czasie okupacji, skonfiskowali i przetopili na uzbrojenie. 28 maja 1957 roku dekretem biskupa powstała pełnoprawna parafia w Czarnym Lesie. 
W 1977 zamontowano nowe dzwony, które noszą imiona: Marja, Barbara i Florian. Od roku 1988 w parafii szerzy się kult Bożego Miłosierdzia. W latach osiemdziesiątych rozpoczęto budowę domu parafialnego. Pod koniec lat dziewięćdziesiątych odnowiono elewację kościoła i placu przed kościołem. W 2001 uporządkowano cmentarz, a w ostatnich latach kościół przeszedł generalny remont. W 2010 ogrodzenie cmentarza parafialnego zostało odmalowane i został naprawiony zegar.

## Proboszczowie
- ks. Henryk Ligoń, kuratus 1935-1941
- ks. Emanuel Mol, administrator 1941-1947
- ks. Jerzy Wolff, administrator 1947-1955
- ks. Oswald Niedziela, substytut 1955
- ks. prał. dr Konrad Marklowski, administrator 1955-1987
- ks. Augustyn Rychlikowski 1987-1996
- ks. Józef Kaul 1996-2000
- ks. kpt. Stefan Kalisz 2000-2006
- ks. Jan Kral 2006-2018
- ks. Bogusław Okienko 2018-2024
- ks. Dawid Maślanka (administrator) 2024-nadal[1]